# Хар-Ус-Нуур (озеро, Ховд)
Хар-Ус-Нуур (до 1989 г. по-русски именовался Хара-Ус-Нур монг. Хар-Ус нуур) — озеро в Котловине Больших Озёр в Монголии, целиком находится на территории одноимённого национального парка на западе Монголии, второе по площади пресноводное озеро страны. Бассейн озера включает не только территорию Монголии, но и России. Соединено протоками с озёрами Хар-Нуур и Дурген-Нуур. Берега низкие. Островом Ак-Баши делится на 2 водоёма. Объём воды — 3,12 км³. Площадь поверхности — 1486 км².
Хар-Ус означает «Черная вода». Цвет воды действительно тёмный из-за большого количества органических веществ и планктона. На озере Хар-Ус-Нуур большое количество островов, различных по размерам и растительности. В озеро впадают четыре реки с общей площадью водосбора 74500 км²: Ховд и Буянт-Гол, образующие большую общую дельту, а также меньшая часть стока рек Дунд-Цэнхэр-Гол и Хойт-Цэнхэр-Гол. Ежегодный приток речной воды составляет 3 км³, годовое количество осадков выпадающее на поверхность озера составляет всего 56 мм, тогда как испарение — 943 мм/год. С ноября по апрель озеро замерзает и толщина льда может доходить до 1 м. Неподалёку находится озеро Хар, от Хар-Ус-Нуура его отделяет хребет Жаргалантхайрхан.
Западный (бо́льший по площади) водоём озера имеет урез воды 1157,3 м над уровнем моря, протоками Хар-Ус (с северной стороны от большого острова Ак-Баш) и протокой Лунгийн-Хоолой (с юга от острова) он сообщается с меньшим водоёмом, расположенным к востоку от острова. Этот водоём имеет урез воды 1156,8 (на 0,5 м ниже основного, западного водоёма). Восточный водоём в основном представляет собой тростниковые заросли на водах глубиной 1 — 2 м. Два окна чистой воды на восточном водоёме оба носят одно и то же название Далай (что значит по-монгольски «море»). Северное окно чистой воды Далай сообщается с основным водоёмом через протоку Хар-Ус, а через протоку Чоно-Харайхын-Гол с озером Хар-Нуур (урез 1132,3 м), которое через реку Тээлийн-Гол стекает в реку Завхан, которая через пресное озеро Айраг-Нуур питает оконечное для всей водной системы (и самое большое по площади) горько-солёное озеро Хяргас-Нуур. Таким образом все проточные озёра пресные. Соединённое протокой с оз. Хар-Нуур озеро Дурген-Нуур является тупиковым и горько-солёное.
Берега озера малонаселённые, в районе плотность населения составляет всего 1,2 чел/км², в основном это кочевники-животноводы. К югу от озера кочуют захчины, к юго-востоку — халха-монголы, к востоку и северо-востоку дэрбэты, к северо-западу — мянгаты, а к западу от озера помимо перечисленных монгольских народов, ещё и казахи.
Озеро богато рыбой.

## Фауна
На озере обитают много редких птиц: пеликан, монгольская саксаульная сойка, монгольский фазан, красноносый нырок, баклан, дикая утка, гусь, лесной тетерев, куропатка, чайка и другие.

## Топографические карты
- Лист карты M-46-XXXIII. Масштаб: 1 : 200 000. Издание 1972 г.
- Лист карты M-46-XXXII. Масштаб: 1 : 200 000. Издание 1972 г.
- Лист карты L-46-II. Масштаб: 1 : 200 000. Издание 1971 г.
- Лист карты L-46-III. Масштаб: 1 : 200 000. Издание 1971 г.